# Gyda Westvold Hansen
Gyda Westvold Hansen (20 april 2002) is een Noorse noordse combinatieskiester. Ze is een nicht van langlaufster Therese Johaug.

## Carrière
Hansen eindigde, in december 2020 in Ramsau als tweede in de eerste wereldbekerwedstrijd noordse combinatie voor vrouwen. Op de wereldkampioenschappen noordse combinatie 2021 werd ze de eerste vrouwelijke wereldkampioene noordse combinatie. Op 3 december 2021 boekte de Noorse in Lillehammer haar eerste wereldbekerzege. Tijdens de wereldkampioenschappen noordse combinatie 2023 in Planica prolongeerde Hansen de wereldtitel op de individuele gundersen, in de gemengde landenwedstrijd veroverde ze samen met Jens Lurås Oftebro, Ida Marie Hagen en Jarl Magnus Riiber de wereldtitel.

## Resultaten

### Wereldkampioenschappen
| Jaar | Plaats     | Resultaten                  |
| ---- | ---------- | --------------------------- |
| 2021 | Oberstdorf | Gundersen NH                |
| 2023 | Planica    | Gundersen NH · Gemengd team |

### Wereldbeker
Eindklasseringen
| Seizoen   | Plaats |
| --------- | ------ |
| 2020/2021 | Zilver |
| 2021/2022 | Goud   |
| 2022/2023 | Goud   |

Wereldbekerzeges individueel
| Nr. | Datum            | Plaats        | Onderdeel       |
| --- | ---------------- | ------------- | --------------- |
| 1.  | 3 december 2021  | Lillehammer   | 5 km Gundersen  |
| 2.  | 4 december 2021  | Lillehammer   | 5 km Gundersen  |
| 3.  | 11 december 2021 | Otepää        | 5 km Gundersen  |
| 4.  | 12 december 2021 | Otepää        | 5 km Gundersen  |
| 5.  | 17 december 2021 | Ramsau        | 5 km Gundersen  |
| 6.  | 8 januari 2022   | Val di Fiemme | 5 km massastart |
| 7.  | 13 maart 2022    | Schonach      | 5 km Gundersen  |
| 8.  | 2 december 2022  | Lillehammer   | 5 km Gundersen  |
| 9.  | 3 december 2022  | Lillehammer   | 5 km Gundersen  |
| 10. | 16 december 2022 | Ramsau        | 5 km Gundersen  |
| 11. | 17 december 2022 | Ramsau        | 5 km Gundersen  |
| 12. | 8 januari 2023   | Otepää        | 5 km Gundersen  |
| 13. | 27 januari 2023  | Seefeld       | 5 km Gundersen  |
| 14. | 28 januari 2023  | Seefeld       | 5 km Gundersen  |
| 15. | 11 februari 2023 | Schonach      | 5 km Gundersen  |
| 16. | 12 februari 2023 | Schonach      | 5 km Gundersen  |
| 17. | 11 maart 2023    | Oslo          | 5 km Gundersen  |
| 18. | 1 december 2023  | Lillehammer   | 5 km Gundersen  |
| 19. | 2 december 2023  | Lillehammer   | 5 km Gundersen  |
| 20. | 15 december 2023 | Ramsau        | 5 km Gundersen  |

Wereldbekerzeges team
| Nr. | Datum          | Plaats        | Onderdeel    | Teamgenoten              |
| --- | -------------- | ------------- | ------------ | ------------------------ |
| 1.  | 7 januari 2022 | Val di Fiemme | Gemengd team | Oftebro / Lund / Gråbak  |
| 2.  | 6 januari 2023 | Otepää        | Gemengd team | Oftebro / Hagen / Gråbak |